# Baghirmi
I Baghirmi o Bagirmi sono una popolazione dell'Africa occidentale stanziata nel Sahel, a nord-est del basso Sciari, nella repubblica del Ciad. Non sono un popolo completamente omogeneo, ma sono divisi in diverse tribù. Costituiscono uno dei principali gruppi etnici del Ciad.

## Storia
Storicamente i Baghirmi furono gli abitanti del Sultanato di Bagirmi, fondato nel 1522. Il sovrano –denominato mbang – deteneva il potere politico e religioso, ereditando tradizioni nelle quali confluivano elementi sahariani ed islamici. Secondo la tradizione, il primo sovrano del regno fu Dala Birni Besse, che avrebbe guidato un gruppo di seguaci dalla regione di Quenga e fondato l'insediamento di Massenya, che divenne la capitale del regno. Verso il 1600 il quarto sultano, Abdullàh, adottò l’Islam e lo diffuse nell'aristocrazia cittadina, ma nelle campagne gran parte della popolazione continuò a praticare culti tradizionali (fetișci, riti animisti e sciamanici). Nel XVII secolo il regno conobbe un certo benessere grazie al coinvolgimento nella tratta degli schiavi; tuttavia dovette pagare tributi militari ai vicini imperi di Bornu (a ovest) e Ouddai (a est). Nel XIX secolo il Sultanato di Bagirmi subì ripetute guerre e saccheggi, fino alla conquista finale da parte del capo musulmano Rabīḥ az-Zubayr nel 1894. Con i trattati coloniali di fine Ottocento, l’area venne annessa all’Africa Equatoriale Francese, determinando la fine della sovranità locale. In seguito alla decolonizzazione, il territorio dei Baghirmi confluì nell'odierno Ciad. Oggiorno, la maggior parte dei Baghirmi vive ancora nelle aree rurali del Ciad, mantenendo le proprie pratiche agricole e pastorali, sebbene si siano anche integrati nelle sfere urbane e politiche del paese.
L'esploratore africanista tedesco Heinrich Barth (1821–1865) descrisse i Bagirmi come più grandi, belli, forti e intelligenti rispetto ai Kanuri, un altro popolo dell'Africa occidentale che insiste sul lago Ciad.

## Società
I Baghirmi si esprimono prevalentemente nella lingua bagirmi, una lingua nilosahariana e loro idioma nativo, sebbene alcuni di loro utilizzino anche il fula o l'arabo ciadiano. Il numero di parlanti della lingua bagirmi è stato stimato in 44.800 durante il censimento del 1993 in Ciad. Un'altra fonte senza una data precisa stima invece i parlanti in 96.500. A differenza di molte altre lingue del Ciad, questa lingua dalla diffusione relativamente scarsa non è minacciata dalla proliferazione dell'arabo, ma anzi funge da lingua franca nella regione.
La religione principale è l'Islam popolare: l'Islam fu introdotto tra i Bagirmi all'inizio del XVII secolo, ma non sostituì mai completamente le credenze tradizionali. Dal punto di vista politico, la società bagirmi è organizzata attorno a una famiglia reale, il cui sovrano, denominato mbang, mantiene un titolo che risale all'antico Sultanato di Bagirmi.
L'economia si basa principalmente sulla coltivazione di sorgo e miglio, oltre che sull'allevamento di bovini, pollame, capre e pecore. A differenza dei Fulani, un popolo nomade che vive anch'esso nella provincia di Chari-Baguirmi, la popolazione dei Baghirmi è prevalentemente sedentaria.

## Demografia
Nel contesto del moderno Ciad, si stima che i Baghirmi fossero tra i 50.000 e i 70.000 all'inizio del XXI secolo, con una distribuzione prevalentemente nelle aree lungo i fiumi Chari e Bar Erguigue, nel sud del paese. Storicamente, i Baghirmi formavano la spina dorsale della società dell'antico Regno di Baghirmi, ma oggi convivono con altri gruppi etnici nella regione, come le comunità arabe ciadiane e fulani, che si sono integrate nella società locale, rendendola una comunità multietnica.
I Baghirmi comprendono varie tribù (Kuka, Bulala, Kënga, Medogo ed altre). Vivono in villaggi, praticano l'agricoltura alla zappa e sono stati uno dei primi popoli ad aver conosciuto la metallurgia. Sono noti con numerosi altri nomi: Bagarmi, Baghirmi, Bagirmi, Bagirmis, Bagrimma, Baguirme, Baguirmiens, Baguirmi, Baguirmis, Barmas, Bauirmi, Lisi, Lis, Masa Guelengdeng, Mbara, Mbarma, Tar Bagrimma, Tar Barma.

## Baghirmi famosi
- Gaourang II del Baguirmi